# Réde, Komárom-Esztergom
Réde  este un sat în districtul Kisbér, județul Komárom-Esztergom, Ungaria, având o populație de 1.489 de locuitori (2011). 

## Demografie
Componența etnică a satului Réde
     Maghiari (99,24%)
     Necunoscut (0,42%)
     Germani (0,34%)
     Alții (0,42%)
Componența confesională a satului Réde
     Reformați (44,73%)
     Romano-catolici (22,3%)
     Fără religie (2,35%)
     Necunoscută (29,55%)
     Alte religii (2,01%)
Conform recensământului din 2011, satul Réde avea 1.489 de locuitori. Din punct de vedere etnic, majoritatea locuitorilor (99,24%) erau maghiari. Apartenența etnică nu este cunoscută în cazul a 0,42% din locuitori. Nu există o religie majoritară, locuitorii fiind reformați (44,73%), romano-catolici (22,3%) și persoane fără religie (2,35%). Pentru 29,55% din locuitori nu este cunoscută apartenența confesională.